# Пауль Лазарсфельд
Пауль Лазарсфельд, також Пол Лазарсфельд (нім. Paul Lazarsfeld; повне автентичне ім'я Пауль Фелікс Лазарсфельд) (13 лютого 1901 — 30 серпня 1976) — американський соціолог, професор Колумбійського університету; одним із перших почав вивчати мас-медіа як окреме явище і привніс математичні методи в суспільні науки. Дав теоретичне обґрунтування методик, за якими у 30-х роках XX століття почали проводити фахові емпіричні соціологічні опитування виборців. Автор відомої праці «Вибір людей», у якій описується процес прийняття рішення виборцями під час президентських виборів США у 1940 р.

## Біографія
Пауль Фелікс Лазарсфельд народився 13 лютого у Відні, Австро-Угорська імперія. Його батьки були палкими прихильниками Соціал-демократичної партії. Мати, психолог, терапевт Софі Лазарсфельд, учениця Альфреда Адлера, приймала вдома гостей-інтелектуалів з партії. А батько, успішний юрист Роберт Лазарсфельд із власною практикою, надавав безкоштовні юридичні послуги активістам, які займалися політичними злочинами. Пауль пішов до віденської Академічної Гімназії. У старших класах брав участь у створенні молодіжного соціалістичного руху, а пізніше адміністрував соціалістичну освіту у Відні.
У 1919 році вісімнадцятирічний Пауль Лазарсфельд вступає до Віденського університету. Під час навчання він продовжував займатися політичною діяльністю. Так, наприклад, працював радником у дитячих соціалістичних таборах, брав участь у створенні політичного кабаре, заснував студентський соціалістичний щомісячник. З університету Пауль успішно випускається, отримавши ступінь доктора філософії у галузі прикладної математики і захистивши дисертацію про математичні аспекти гравітаційної теорії Ейнштейна стосовно руху планети Меркурія.
Одразу ж після випуску Лазарсфельд починає викладати математику та фізику для гімназистів.
У 1920-х роках бере участь у Віденському гуртку філософів.
У 1923 році до Віденського університету приїхали Шарлотта та Карл Бюлери. Після навчання з ними Паулю запропонували викладати курс зі статистики. У цей період зростала його зацікавленість соціальною та прикладною психологією. Так, він взяв на себе ініціативу відкриття відділу соціальної психології. Це дозволило йому залучати кошти на наукову діяльність.
У 1924 році публікує свою першу працю у співавторстві з Людвигом Вагнером, якою став звіт про функціонування дитячого соціалістичного літнього табору.
У 1926 році Пауль Фелікс Лазарсфельд одружується з Марією Ягода.
У 1927 році було створено Віденський Дослідницький Центр, який очолив Карл Бюлер як президент. У ньому Пауль Лазарсфельд керував навчальним процесом та був відповідальним за дисертації.
У 1930 році у подружжя Лазарсфельдів народжується дочка Лотта (англ. Lotte Bailyn у шлюбі).
У 1932 році виходить спільна із Гансом Цайзелем праця Лазарсфельда про Марієнталь (населений пункт на південь від Відня із надвисоким рівнем безробіття). Це дослідження привертає увагу представників фонду Рокфеллера, завдяки чому вдається отримати грант на дворічне дослідження у США.
У вересні 1933 року розпочинається період, передбачений грантодавцями, а разом з ним і подорож до Сполучених Штатів. У цей період Лазарсфельд досліджує кореляцію безробіття, віку та освіти при Федеральній службі з надзвичайних ситуацій. Окрім того, науковець подорожує Штатами, викладаючи у різних навчальних закладах. Здебільшого темою його лекцій були емпіричні соціальні дослідження. За цей час він завів багато нових знайомств. Паралельно із викладанням також шукав нові контракти для Віденського Центру.
У 1934 році розпадається шлюб Лазарсфельдів. Він одружується з Гертою Герцог. Протягом цього другого року він приймає рішення залишитися у Сполучених Штатах та отримати американське громадянство. На таке рішення сильний вплив мала поразка австрійських соціал-демократів у лютневому повстанні та наступна політична криза.
У 1935 Лазарсфельд повертається до Відня. Пізніше йому приходить запрошення з Піттсбурзького університету на викладацьку посаду. Він витрачає осанні гроші на квиток третього класу на човен до Америки і приїжджає до Нью-Йорка. За декілька тижнів він розпочинає роботу з заснування Дослідницького центру університету Ньюарка.
Навчальний рік 1936-37 Пауль Лазарсфельд шукав гроші для проектів, керував навчальним процесом та займався кон'юнктурним формуванням. Навесні 1937 року стало відомо про плани фонду Рокфеллера щодо проекту дослідження впливу радіо на американське суспільство. Лазарсфельд домігся керування проектом.
У 1937 році фондом Рокфеллера було надано Принстонському університетові дворічний грант на суму 67 тис. доларів на проект дослідження радіо, і Лазарсфельд його очолює. Починає співпрацю за представниками Франкфуртської школи, знайомство з якими відбулося ще до переїзду до США. Зокрема, домовляється з Максом Горкгаймером про залучення Теодора Адорно до проекту.
У 1938 році переїжджає до Нью-Йорка.
Навесні 1939 року Лазарсфельд докладає багато зусиль, щоб переконати фонд Рокфеллера поновити грант на дослідження впливу радіо ще на два роки. У тому ж році Офіс Дослідження Радіо було перенесено до Колумбійського університету.
У 1940 році проект отримує нову назву Бюро Прикладних Соціальних Досліджень при Колумбійському університеті.
У 1945 році його було інкорпоровано до університетської структури.
Під час Другої світової війни, Лазарсфельд був консультантом при Офісі воєнної інформації (англ. Office of War Information), Комітеті воєнної продукції (англ. War Production Board) та Воєнному відділенні (англ. War Department). У цей період він готував нові кадри, навчаючи студентів збору даних та їх інтерпретації. Однією з головних задач його тодішньої роботу було тестування пропаганди із застосуванням програмного аналізатора, який вимірював моральний дух військових та цивільних.
У 1949 році Лазарсфельд полишає пост директора Бюро, щоб приділяти більше часу написанню академічних праць на різні тематики і особливо про застосування математичних методів у соціальних науках. У тому ж році стає викладачем Колумбійського університету.
У 1949—1950 рр. Лазарсфельда обрано президентом Американської асоціації з вивчення громадської думки, йому надано статус члену Національної Академії освіти та Національної Академії наук США.
На початку 1958 року Лазарсфельд мав десятиденну поїздку до Польщі. Вона відбулася у рамках програми обміну фонду Форда, під час якої було організовано двадцять чотири поїздки американських дослідників до Польщі, з яких Лазарсфельд був перший. Стосовно візиту Лазарсфельда, Марія Оссовська, хоча й очевидно іронічно, але зазначала, що він був «надісланий Стоуном [директором фонду] як експерт, відповідальний за перевірку стану розвитку соціології у Польщі».
У 1961-62 рр. Лазарсфельд обіймав посаду 52-го президента Американської Соціологічної Асоціації.
У 1962 році з ініціативи Р. Мертона у Колумбійському університеті було створено кафедру ім. А. Кетле, яку очолив Пауль Лазарсфельд. Таке приурочення є наслідком глибокої поваги до Кетле. Власне Лазарсфельд вважав його засновником емпіричного соціального дослідження.
У 1962-63 роках викладає у Сорбонні. Паралельно бере активну участь в організації роботи Міжнародної Ради з соціальних наук (від ЮНЕСКО).
У 1969 році припиняє викладацьку діяльність у Колумбійському університеті. Натомість раз на тиждень він приїжджав з лекціями до Піттсбурзького університету.
30 серпня 1976 Пауль Лазарсфельд через рак пішов з життя.

## Наукова діяльність

### Парадигма ефектів
Діяльність Лазарсфельда, пов'язана з мас-медіа (наприклад, під час дослідження радіо) належить до парадигми ефектів медіа На відміну від парадигми тотального впливу, перша розглядає діяльність медіа не як безапеляційне нав'язування думки реципієнтові, а як справляння на нього обмеженого впливу. Ідеться, перш за все, про вплив еліт у політичній, культурній та соціальній сферах. Лазарсфельд був одним з перших, хто почав досліджувати медіа, не виходячи з уявлення про всемогутність медіа, тим самим створюючи традицію, яка мала значний подальший розвиток.

### Контент-аналіз
Як галузь контент-аналіз розвивався на початку ХХ ст., і Лазарсфельд став одним з тих, хто посприяв становленню класичного контент-аналізу. Зокрема, важливою була своєрідна легітимація контен-аналізу як соціологічного методу через застосування його у дослідженні.
Лазарсфельд зазначає про існування наступних функцій контент-аналізу:
- Підтвердити наявні уявлення
- Скорегувати «оптичні ілюзії» спеціалістів
- Владнати розбіжності між спеціалістами
- Сформулювати та перевірити гіпотези щодо символів

### Аналіз латентних структур
З-поміж нововведень до багатомірного аналізу даних, які зробив Лазарсфельд, слід виокремити аналіз латентних структур. Ця статистична процедура має на меті виявлення певних характеристик завдяки доведенню імовірнісного зв'язку з отриманими даними. Насамперед, Лазарсфельд застосовував її для визначення типів відповідей на дихотомічні запитання. У результаті аналізу отримуються латентні класи, базисні змінні всередині яких не корелюють. Цей метод почав формуватися під час досліджень американської армії у період другої світової війни, і був остаточно доопрацьований у післявоєнні роки. Розвиток технологій тих часів не дозволяв повноцінне використання цього методу. Натомість сьогодні, коли подібні статистичні операції є комп'ютеризованими, цінність цього методу стає небагато вищою.

## Наукові праці

### Безробітні з Марієнталя
Головною працею раннього (віденського) періоду Лазарсфельда стала «Безробітні з Марієнталя: соціографічне дослідження впилву довгострокового безробіття», опублікована у 1933 році у співавторстві з Марією Ягода та Гансом Цайзелем. Одним з головних висновків книги стало спростереження про те, що, на відміну від попередніх уявлень, замість того, щоб призводити до революційних настроїв, довгострокове безробіття скоріше викликає апатію. Це, в свою чергу, могло бути однією з причин слабкого спротиву нацистському режимові. Іншим важливим внеском дослідження у науку є інтегроване використання якісних і кількісних дослідницьких методів. Так, серед них можемо назвати включене спостереження, біографічний аналіз, опитування, різного роду заміри та тестування. Наприклад, дослідники вимірювали швидкість, з якою ходять люди. Виявилося, що чоловіки ходять повільніше, з чого зробили висновок, що у чоловіків більше вільного часу. У дослідженні також важливим є оригінальний підхід до залучення вторинних даних, джерелом яких стали, наприклад, бібліотечні формуляри. Окрім того, важливим здобутком особливо для тих часів є рівномірний гендерний розподіл як у дослідницькій групі, такі серед опитаних.

### Вибір людей
Книга «Вибір людей: як виборець приймає рішення під час президентської кампанії» була вперше опублікована у співавторстві Лазарсфельда з Бернардом Берельсоном та Гейзел Годе у 1944 році за чотири роки після проведення дослідження, на якому вона базувалася. Сьогодні вона вважається класичною працею у галузі дослідження поведінки виборців. Основними досягненнями, що містяться у праці вваєається концепт двоступеневого руху комунікації та, з методологічної точки зору, застосування панельного дослідження.

#### Двоступеневий рух комунікації
У ході дослідження було з'ясовано, що інформація зі ЗМІ розповсюджується за такою схемою, що спочатку впливає на осіб, які виконують соціальну роль лідера суспільної думки, а вони вже впливають на загальну аудиторію. Запропонований разом із І. Катцом, ей процес отримав назву «двоступеневого руху інформації».

#### Панельне дослідження
З методологічної точки зору для Лазарсфельда було важливо розробити метод, який би дозволяв якомога точніше моніторити зміни поглядів респондентів упродовж певної інформаційної кампанії. У 1938 році він назвав такий метод «панеллю», після чого впродовж двох років його покращував та тестував на таких інформаційних кампаніях, як, наприклад, під час виборів губернатора штату Нью-Джерсі або на прикладі реакції жінок на зміст журналу Woman's Home Companion. У 1940 році було проведене дослідження виборів президента США, яке увійшло в історію як перше масштабне панельне дослідження.
За місяць до початку активної виборчої компанії, у травні 1940 року було проведео перше опитування. Було проведено 3000 інтерв'ю у кожному четвертому будинку округу Ері. Пізніше з них було відібрано 600, яких інтерв'ювали кожного місяця впродовж півроку так, що останнє опитування було проведене майже одразу після виборів.

## Цікаві факти
Лазарсфельд не подавався на грант від фонду Рокфеллера для поїздки у США. Він був песимістично налаштований та не вірив у можливість його отримання. Проте одного дня він отримав повідомлення з паризького відділення фонду про те, що «вони загубили його документи» та прохання надіслати їх ще раз. Коли він надіслав «копію», то одразу ж отримав грант. Скоріш за все, справа в тому, що його порекомендували як талановитого дослідника після щойно опублікованої ним праці.
Від самого початку грант на дослідження впливу радіо на американське суспільство (1937) планувався для Прінстонського університету. Лазарсфельд, який отримав керування проектом, намагався змінити отримувача гранту на університет Ньюарка, у якому тоді працював. Однак йому це не вдалося. Тим не менш, де факто уся основна діяльність дослідження базувалася у Дослідницькому Центрі Ньюарка.
Попри досить холодне ставлення до марксистської соціології, можна помітити досить позитивне ставлення Лазарсфельда до комуністичного світу: «Саме молоде покоління комуністичних науковців розвиває та проводить роботу у конкретній соціології… Зараз комуністичних урядів надає відносно більшу допомогу емпіричним соціальним дослідженням, ніж це роблять деякі західні країни».
Пауль був не єдиною дитиною у родині Лазарсфельдів. У нього також була сестра, яка переїхала до Парижа та отримала французьке громадянство. У роки війни вона брала активну участь у визвольному партизанському русі, а пізніше отримала громадянство Франції
Мати Пауля Фелікса пережила сина і померла незадовго після нього в тому ж Нью-Йорку. Натомість батько його помер у Парижі у 1940 році. До французької столиці він разом з донькою (сестрою Пауля) переїхав, тікаючи він австрійських нацистів.
Лазарсфельд був тричі одружений (з Марією Ягода, Гретою Герцог, Патрісією Кендалл), і кожна з його дружин спочатку була його студенткою, пізніше співробітницею, а потім сформувалися як успішні суспільствознавці.
Перша дружина Марія була заарештована урядом Дольфуса за участь у соціалістичній організації. Під впливом міжнародних організацій була звільнена та переїхала до Великої Британії.
Теми його досліджень частково є волею випадку. Наслідки безробіття він почав вивчати після того, як Отто Бауер висміяв його наміри вивчати вільний час. За вивчення радіо він узявся, перебуваючи у пошуках роботи. Дослідження президентських виборів почалося як дослідження на замовлення Міністерства сільського господарства про вплив радіо на фермерів. За своє дослідження реакції викладачів на «маккартизм» він взявся на прохання Роберта Гатчинса.
Лазарсфельд став першим американським соціологом, який отримав почесний ступінь Сорбоннського університету.
Лазарсфельд запропонував своїм співробітникам вивчати іспанську мову, вважаючи, що після війни американський інтерес зосередиться у Латинській Америці.

## Рекомендована література
1. Fleck, C. (2015). Lazarsfeld, Paul Felix (1901–76).
2. Garfinkel, S. L. (1987). Radio Research, McCarthyism and Paul F. Lazarsfeld. Unpublished BSc Thesis: MIT.
3. Hennessy, M. (1977). Contemporary Sociology, 6(1), 118—119.
4. Katz, E., Lazarsfeld, P. Personal influence: The part played by people in the flow of mass communications / Elihu Katz, Paul Lazarsfeld — Piscataway: Transaction Publishers, 2005. — P. 25–42.
5. Katz, E. (1987). Communications Research Since Lazarsfeld. Public Opinion Quarterly, 51 (4 Part 2), S25-S45
6. Pock, J. (1969). Social Forces, 47(3), 346—347. doi:10.2307/2575036
7. Sills, D. (1981). Surrogates, Institutes, and the Search for Convergences: The Research Style of Paul F. Lazarsfeld. Contemporary Sociology, 10(3), 351—354.
8. Анохина Н. В. Влияние средств массовой информации на электоральное поведение.// Социс. — 2000. — № 1.
9. История социологии в Западной Европе и США. Учебник для вузов. Ответственный редактор — академик РАН Г. В. Осипов. — М.: Издательство НОРМА (Издательская группа НОРМА—ИНФРА • М), 2001. — 576 с.
10. Теория ограниченного влияния СМК Пола Лазарсфельда как методология анализа деятельности средств массовой коммуникации / Н. В. Дергунова, М. Ю. Завгородняя // Власть. — 2012. — № 12. — С. 13-16.
11. Чудинов Анатолий Прокопьевич, Будаев Эдуард Владимирович Этапы развития зарубежной политической лингвистики // Вестник ЮУрГУ. Серия: Лингвистика. 2007. № 1 (73).